# Sekondi Hasaacas FC
El Sekondi Hasaacas Football Club és un club de futbol de la ciutat de Sekondi-Takoradi, Ghana.

## Palmarès
- Lliga ghanesa de futbol: [3]
  - 1977
- Copa ghanesa de futbol: [4]
  - 1985
- Supercopa ghanesa de futbol: 
  - 1982, 1983
- Ghana Telecom Gala: 
  - 1988/89
- Campionat d'Àfrica Occidental de futbol (Copa WAFU): 
  - 1983